# Gerrit van Maaswaal
Gerrit van Maaswaal (Arkel, 28 februari 1793 – Ameide, 8 maart 1866) was een Nederlandse militair en burgemeester.

## Leven en werk
Van Maaswaal werd in 1793 in Maaswaal geboren als zoon van Frans van Maaswaal en Elisabeth Ouwerkerk. Van Maaswaal koos voor een carrière in het leger. Hij begon in 1815 zijn loopbaan in het leger als karabinier. Hij werd regelmatig bevorderd en werd in 1843 als eerste luitenant gepensioneerd. In 1826 ontving hij de bronzen medaille voor trouwe dienst. In 1832 ontving hij het Metalen Kruis voor zijn deelname aan de Tiendaagse Veldtocht. Het jaar daarvoor was hij voor zijn verrichtingen tijdens deze veldtocht benoemd tot ridder in de Militaire Willems-Orde 4e klasse. Hij kreeg in 1844 toestemming om ook na zijn pensionering het militaire uniform te mogen dragen. In april 1844 werd hij benoemd tot burgemeester van Gouderak als opvolger van Guillaume Jaques ten Brummeler. Zijn burgemeesterschap van Gouderak duurde niet lang. In oktober 1844 kreeg hij, op zijn verzoek, eervol ontslag als burgemeester.
Van Maaswaal trouwde op 13 april 1814 te Gorinchem met Huibertje den Dekker. Uit hun huwelijk worden twee dochters geboren. Vanaf 1851, zeven jaar na zijn ontslag als burgemeester van Gouderak, vestigde Van Maaswaal met vrouw en jongste dochter zich in Ameide. Hij overleed in maart 1866 op 73-jarige leeftijd in Ameide.